# 51e division de réserve (Empire allemand)
La 51e division de réserve est une unité de l'armée allemande qui participe à la Première Guerre mondiale.

## Première Guerre mondiale

### Composition

#### Composition à la mobilisation - 1916
- 101e brigade d'infanterie de réserve

234e régiment d'infanterie de réserve
235e régiment d'infanterie de réserve
- 102e brigade d'infanterie de réserve

236e régiment d'infanterie de réserve
237e régiment d'infanterie de réserve
- 23e bataillon de jäger de réserve
- 51e détachement de cavalerie de réserve
- 51e régiment d'artillerie de campagne de réserve (9 batteries)
- 51e compagnie de pionniers de réserve

#### 1917
- 102e brigade d'infanterie de réserve

234e régiment d'infanterie de réserve
235e régiment d'infanterie de réserve
236e régiment d'infanterie de réserve
- 51e détachement de cavalerie de réserve
- Commandement d'artillerie divisionnaire

51e régiment d'artillerie de campagne de réserve (9 batteries)
- 351e bataillon de pionniers

#### 1918
- 102e brigade d'infanterie de réserve

234e régiment d'infanterie de réserve
235e régiment d'infanterie de réserve
236e régiment d'infanterie de réserve
- 51e détachement de cavalerie de réserve
- Commandement d'artillerie divisionnaire

51e régiment d'artillerie de campagne de réserve (9 batteries)
1er bataillon du 11e régiment d'artillerie à pied de réserve
- 351e bataillon de pionniers

### Historique
La division est créée lors de la première grande augmentation de l'armée au début de la Première Guerre mondiale avec les 43e à 54e divisions de réserve prussiennes et la 6e division de réserve royale bavaroise en août 1914 et forme, avec la 52e division de réserve le 26e corps de réserve.
Le 233e régiment d'infanterie de réserve est créé à Meiningen avec l'état-major du régiment, le 1er et le 2e bataillon de mitrailleuses. Le bataillon et la section de mitrailleuses sont constitués à partir de l'unité de réserve du 32e régiment d'infanterie. Le 3e bataillon est constitué à partir de l'unité de réserve du 95e régiment d'infanterie (de) à Gotha. Le régiment est transféré sur le terrain d'entraînement d'Ohrdruf pour l'instruction.
Le 234e régiment d'infanterie de réserve est formé à Cassel avec l'état-major du régiment, le 1er bataillon et la section de mitrailleuses à partir de l'unité de réserve du 83e régiment d'infanterie, le 2e bataillon à partir de l'unité de réserve du 167e régiment d'infanterie. Le 3e bataillon est formé par la section de remplacement du 82e régiment d'infanterie (de) à Göttingen. Environ 75% des hommes sont des volontaires de guerre, dont de nombreux étudiants de Göttingen.
Le 235e régiment d'infanterie de réserve est constitué à Coblence à partir des éléments de troupes de réserve du 28e régiment d'infanterie et du 68e régiment d'infanterie (de), ainsi qu'à Bonn à partir du 160e régiment d'infanterie.
Le 236e régiment d'infanterie est formé à Cologne-Deutz à partir du 65e régiment d'infanterie, du 25e régiment d'infanterie (de) et du 16e régiment d'infanterie.

## Chefs de corps
| Grade                        | Nom                                 | Date                              |
| ---------------------------- | ----------------------------------- | --------------------------------- |
| Generalleutnant              | Ferdinand Waenker von Dankenschweil | 23 août - 13 novembre 1914        |
| Generalleutnant              | Friedrich von Kleist                | 14 novembre 1914 - 21 avril 1916  |
| Generalmajor                 | Felix Langer                        | 22 avril - 19 août 1916           |
| Generalleutnant              | Hermann Heidborn                    | 20 août - 4 septembre 1916        |
| Generalmajor/Generalleutnant | William Balck                       | 5 septembre 1916 - 4 mars 1918    |
| Generalleutnant              | Albert Fritsch                      | 5 - 20 mars 1918                  |
| Generalleutnant              | Gustav von Förster                  | 21 mars - 26 juillet 1918         |
| Generalmajor                 | Ewald von Kleist                    | 27 juillet - 29 octobre 1918      |
| Generalmajor                 | Conrad Wolf                         | 30 octobre 1918 - 10 janvier 1919 |